# Nogoyá (Entre Ríos)
Nogoyá is een plaats in het Argentijnse bestuurlijke gebied  Nogoyá in de provincie  Entre Ríos. De plaats telt 22.285 inwoners.

## Geboren
- Ana Gallay (1986), beachvolleyballer

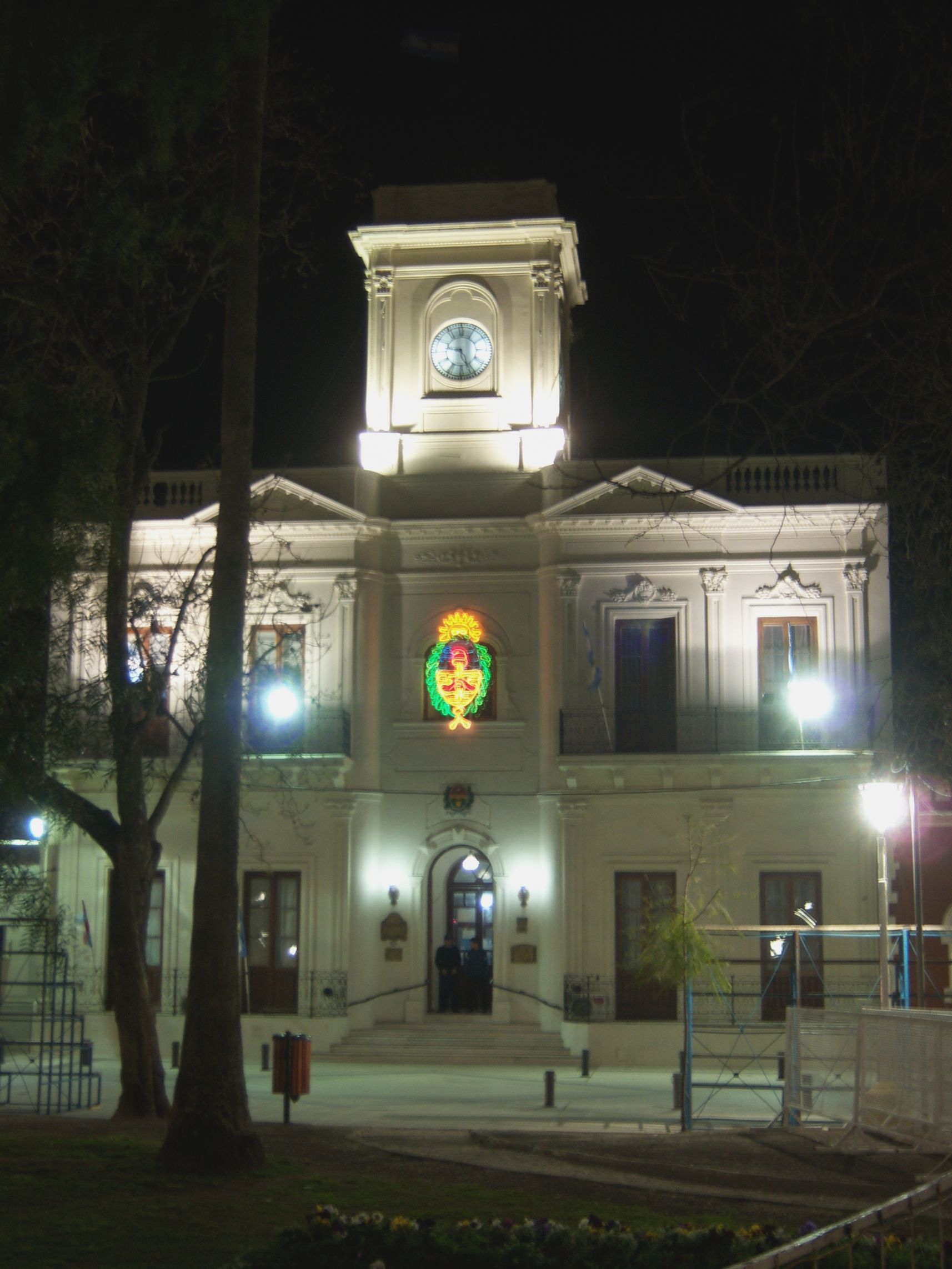
Gemeentehuis in Nogoyá